# カシーバー
カシーバー（Cassiber）は、1982年にドイツの作曲家でサクソフォーン奏者のアルフレート・ハルト、ドイツの作曲家、音楽劇場監督、キーボード奏者のハイナー・ゲッベルス、ヘンリー・カウからイングランドのドラマーであるクリス・カトラー、ドイツのギタリストのクリストフ・アンダースによって結成されたドイツのアヴァン・ロック・グループ。彼らは5枚のアルバムを録音し、ヨーロッパ、アジア、北米で広くツアーを行い、1992年に解散した。
カシーバーの音楽は、スピード・パンク、フリー・ジャズ、ファウンド・サウンドやニュース放送から拾い上げたサンプリングのブレンドである。彼らは、ライブ・パフォーマンスにおける「必死の迫力 (frantic intensity)」で最もよく知られていた。『タイム・アウト』誌の批評家は「カシーバーはまるで1分しか生きられないかのように演奏する」と書いている。「完成された作品を即興」で演奏するスタイルも注目された。

## 略歴
クリス・カトラーは、1977年にソー・コールド・レフト・ラディカル・ブラスバンドを通じて、ハイナー・ゲッベルス、アルフレート・ハルト、クリストフ・アンダースに初めて出会った。1979年、アンダースとハルトはフランクフルト・アム・マインにてパンク・バンドを持った。この経験に導かれ、1980年、ハルトは、パンク・ロック、フリー・ジャズ、クラシック音楽を統合するというアイデアを備えた作品、アンダースやゲッベルスらを加えたJAPOレコード/ECMからのLP『Es herrscht Uhu im Land』を生み出した。この作品をきっかけとして、デュオのゲッベルス/ハルトや、同じようなコンセプトによる少人数のグループを作りたいと考えるようになった。ハルトはアンダースとカトラーに、デュオであったゲッベルス/ハルトへの参加を要請し、その新しいグループに「カシーバー (Kassiber)」という名前を付けた。1982年、カトラー、ゲッベルス、ハルト、アンダースは、スイスのエチエンヌ・コノッドが所有するサンライズ・スタジオでアルバムを録音するために顔を合わせた。彼らのアプローチは、「完成した作品を即興」で演奏することだった。つまり、「既に構造化され配置されたマテリアルを即興的に生産しようと試みる」ことだった。その結果、2枚組LP『マン・オア・モンキー』ができあがった。これはドイツで好評を博し、1982年のフランクフルト・ジャズ・フェスティバルでパフォーマンスするよう招待された。
次の10年間、カシーバーはアジアと北米をツアーし、ヨーロッパのほぼすべての主要なフェスティバルに登場した。彼らのライブ・パフォーマンスは、ほとんどリアルタイムで創り上げられた新しいピースによって構成されており、さらに彼らのアルバムからのピースは、学習したりリハーサルしたりせず即興的に演奏された。1983年5月、ブルクハルト・ヘネンがモアーズ・フェスティバルのためハルトに依頼し、後にベルリン・ジャズ・フェスティバルからも依頼を受けることとなったグループ、ダック・アンド・カヴァーへカシーバー（アンダースを除く）が参加。1983年10月に西ベルリンで、1984年2月には東ベルリンで公演を行っている。1983年7月、カシーバー（再びアンダースを除く）は、イタリアでの公開ワークショップと録音プロジェクトのために、イタリアのプログレッシブ・ロック・バンドにしてロック・イン・オポジションのバンドであるストーミー・シックスと合同で、カシックス（カシーバー+ストーミー・シックス、Cassiber/Stormy Six）を結成した。ハルトは1985年にカシーバーを脱退し、アヴァン・ロック・グループのゲシュタルト・エト・ジャイヴ (Gestalt et Jive)とウラジミール・エストラゴン (Vladimir Estragon)を見出した。カシーバーはトリオとして続けられた。1986年10月、カシーバーは、カナダ、ケベック州ビクトリアビルで行われた第4回フェスティバル・インターナショナル・デ・ムジケ・アクトエル・デ・ビクトリアビルにおいて演奏した。彼らの最後の年、ヨハネス・バウアーやディトマー・ディズナーを含むゲストを招待して、彼らと一緒に演奏した。
カルテットとして、カシーバーは2枚のアルバム、『マン・オア・モンキー』（1982年）と『美女と野獣』（1984年）を録音。ハルトが脱退した後、さらに2枚のアルバム、『Perfect Worlds』（1986年）と『A Face We All Know』（1990年）を録音した。後者は、ベルリンの壁の崩壊をめぐる問題を扱い、トマス・ピンチョンの1973年の小説『重力の虹』からテキストを取り入れている。ゲスト・サクソフォーン奏者の篠田昌已と一緒に東京で録音された1992年のコンサートは、1998年になって2枚組CD『ライブイントーキョー』としてリリースされた。このアルバムの2枚目のディスクは、元のコンサートで観客だったターンテーブル奏者の大友良英がコンサートのマテリアルを1998年にリワークしたものによって構成されていた。アルバムは、篠田昌已の最後のパフォーマンス（彼はカシーバーが日本を去った直後に亡くなった）、そしてグループとしてのカシーバーの最後から2番目のパフォーマンスを収録した格好となった。大友良英のマテリアルは、Ground Zeroのヴァリディクトリィ・プロジェクトでもあった。
カシーバーの最後のコンサートは、1992年12月13日にリスボンのカルースト・グルベンキアン財団で行われた。

## 名前
クリス・カトラーによれば、「カシーバー (Cassiber)」の名は、刑務所から持ち出されたメモやメッセージを表すスラヴの俗語 (Kassiber)から取っている。「『ビートルズ』のように、私たちはそれを異なる綴りにしましたが、何かを『意味する』ことを意図したものではありませんでした」。

## メンバー
- クリストフ・アンダース (Christoph Anders) - ボーカル、シンセサイザー、オルガン、エレクトリックギター、テナー・サクソフォーン、サンプリング、ヴァイオリン
- クリス・カトラー (Chris Cutler) - ドラム、ノイズ、ボーカル
- ハイナー・ゲッベルス (Heiner Goebbels) - ピアノ、シンセサイザー、オルガン、ヴァイオリン、ギター、ベース、サンプリング、ボーカル
- アルフレート・ハルト (Alfred Harth) - サクソフォーン、トランペット、トロンボーン、クラリネット、バスクラリネット、チェロ、口琴、ボーカル

## ディスコグラフィ

### スタジオ・アルバム
- 『マン・オア・モンキー』 - Man or Monkey? (1982年、Riskant/Recommended)
- 『美女と野獣』 - Beauty and the Beast (1984年、Riskant/Recommended)
- Perfect Worlds (1986年、Recommended)
- A Face We All Know (1988年、Recommended)

### ライブ・アルバム
- 『ライブイントーキョー』 - Live in Tokyo (1998年、Recommended) ※2枚組。1枚目はライブ音源。2枚目はGround Zeroによるライブ音源のリミックス盤

### コンピレーション・アルバム
- The Way It Was (2012年、Recommended) ※未発表ライブ&セッション音源
- 1982–1992 (2013年、Recommended) ※6枚組CD+DVDボックスセット[6]

### シングル
- "Time Running Out" (1984年、Recommended) ※7インチ盤片面収録。LP『Beauty and the Beast』のサブスクリプション版で発表された